# Лейтенс, Гейсбрехт
Гейсбрехт Лейтенс (нидерл. Gijsbrecht Leytens; 1586, Антверпен — между 1643 и 1656) — фламандский живописец-пейзажист, чаще всего изображавший зимние пейзажи. Поэтому долгое время Гейсбрехт Лейтенс был известен как Мастер зимних пейзажей (нидерл. Meester van de Winterlandschappen). Считается одним из самых малоизученных фламандских художников Антверпенской школы.
Только в 1942 году Ф. Й. Й. Релик предварительно идентифицировал Гейсбрехта Лейтенса с анонимным «мастером зимних пейзажей». Эта атрибуция была подтверждена в 1988 году Урсулой Хертунг на основе найденной подписанной художником работы.

## Жизнь и творчество
Гейсбрехт Лейтенс родился в Антверпене. Сначала был подмастерьем и с 1598 года учеником живописца Якоба Вролейка (Jacob Vrolijck). В 1611 году стал мастером Гильдии Святого Луки в Антверпене. С этого времени он имел право на открытие собственной мастерской и возможность иметь учеников. Известно также, что он женился на Марии ван Омель.
На зимние пейзажи, написанные Лейтенсом, был большой спрос. В период с 1617 по 1627 год у него было несколько учеников, что подтверждает востребованность произведений его мастерской. Последние годы жизни художника документированы плохо. Имеются записи, показывающие, что он был жив в 1643 году, а в 1657 году записан как «покойный», следовательно, он скончался в этот период. Среди его учеников были Ян Баптист Рокатайлат и Франсуа Векен.
Лейтенс писал в основном пейзажи. Все его известные пейзажи — зимние, за исключением нескольких, таких как «Горный пейзаж с оленями» (Музей герцога Антона Ульриха, Брауншвейг) и «Лесистый горный пейзаж с водопадом и путешественниками» (Национальный музей, Стокгольм). Известно, что он написал шесть морских картин, но позднее они были утеряны.
Гейсбрехт Лейтенс — не единственный художник, который создавал картины с зимними пейзажами, но он обращался к этой теме чаще других, тщательно наблюдал за зимней природой и выработал оригинальную, почти монохромную манеру и стиль живописи, которые отличали его картины от философских обобщений Питера Брейгеля Старшего или уютных деталей картин Лукаса ван Фалькенборха, Хендрика Аверкампа, Арт ван дер Нера.
Творчество Лейтенса уникально тем, что дистанцируется от строгих, унылых и тревожных пейзажей, которые полагаются на человеческие фигуры для оживления. Лейтенсу удалось воссоздать зиму, избегая обыденности бытовых сцен. Его зимние пейзажи мерцают в свете солнечных утренних лучей. Лейтенса считают «поэтом мороза», поскольку ему удавалось выразить поэтическую красоту зимы такими приемами, как изображение солнечных лучей в сельской местности, застывшей во льду. Деревья на его картинах обычно изображены запорошенными снегом, нередко имеют странную форму. Ветви оголённых деревьев изобилуют изображениями различных птиц. Возможно, на творческую манеру художника оказали влияние картины нидерландского маньеризма.
Как было принято в кругах художников Антверпена в XVII веке, Гейсбрехт Лейтенс регулярно сотрудничал с живописцами иных жанров, с такими мастерами, как Винсент Мало, Себастьян Вранкс, Франс Франкен Младший, которые писали фигуры в его пейзажах. Часто Лейтенс повторно использовал свои картины и позволял соавторам добавлять к ним разные фигуры, создавая тем самым новые темы. Это указывает на серийную работу в его мастерской из-за большого спроса на его работы. Франс Франкен создал картину «Кабинет поклонника искусств» (Музей истории искусств, Вена, Австрия), где в интерьере частной галереи поместил изображение одного из «Зимних пейзажей» своего антверпенского коллеги.
В санкт-петербургском Эрмитаже имеются два зимних пейзажа Гейсбрехта Лейтенса.

## Галерея

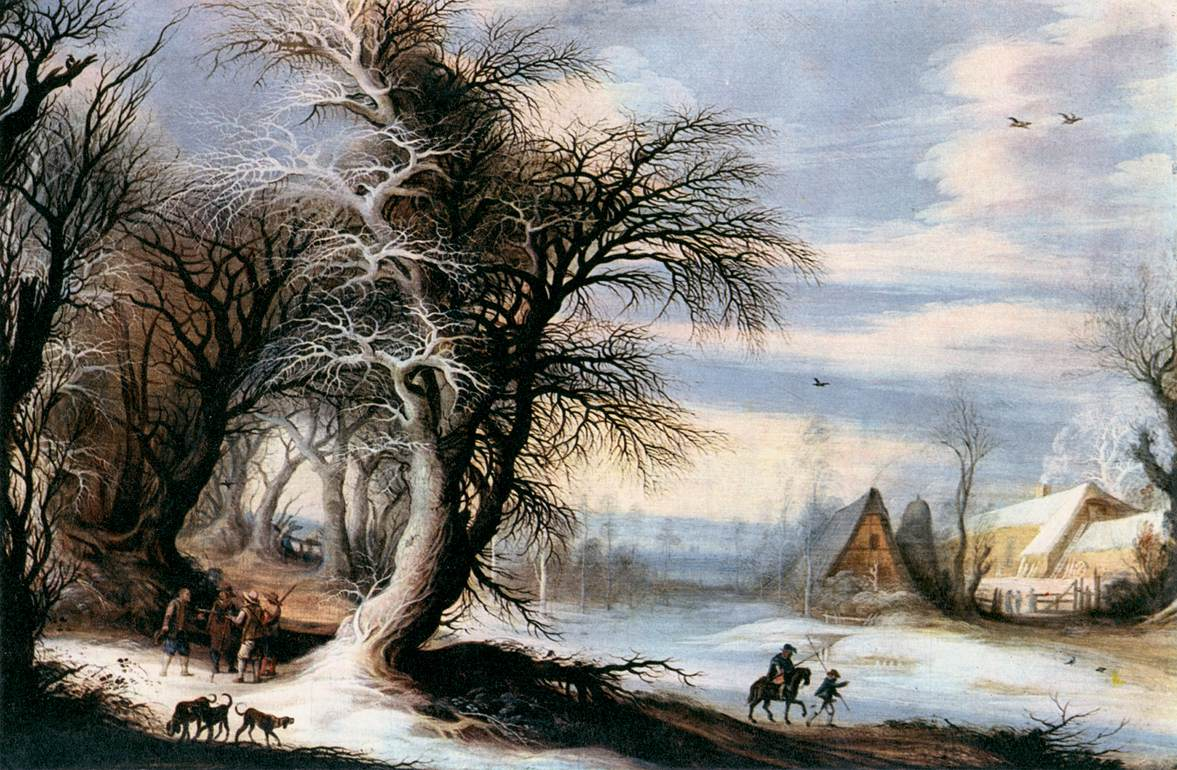
Зимний пейзаж. Дерево, масло. Национальная галерея, Прага
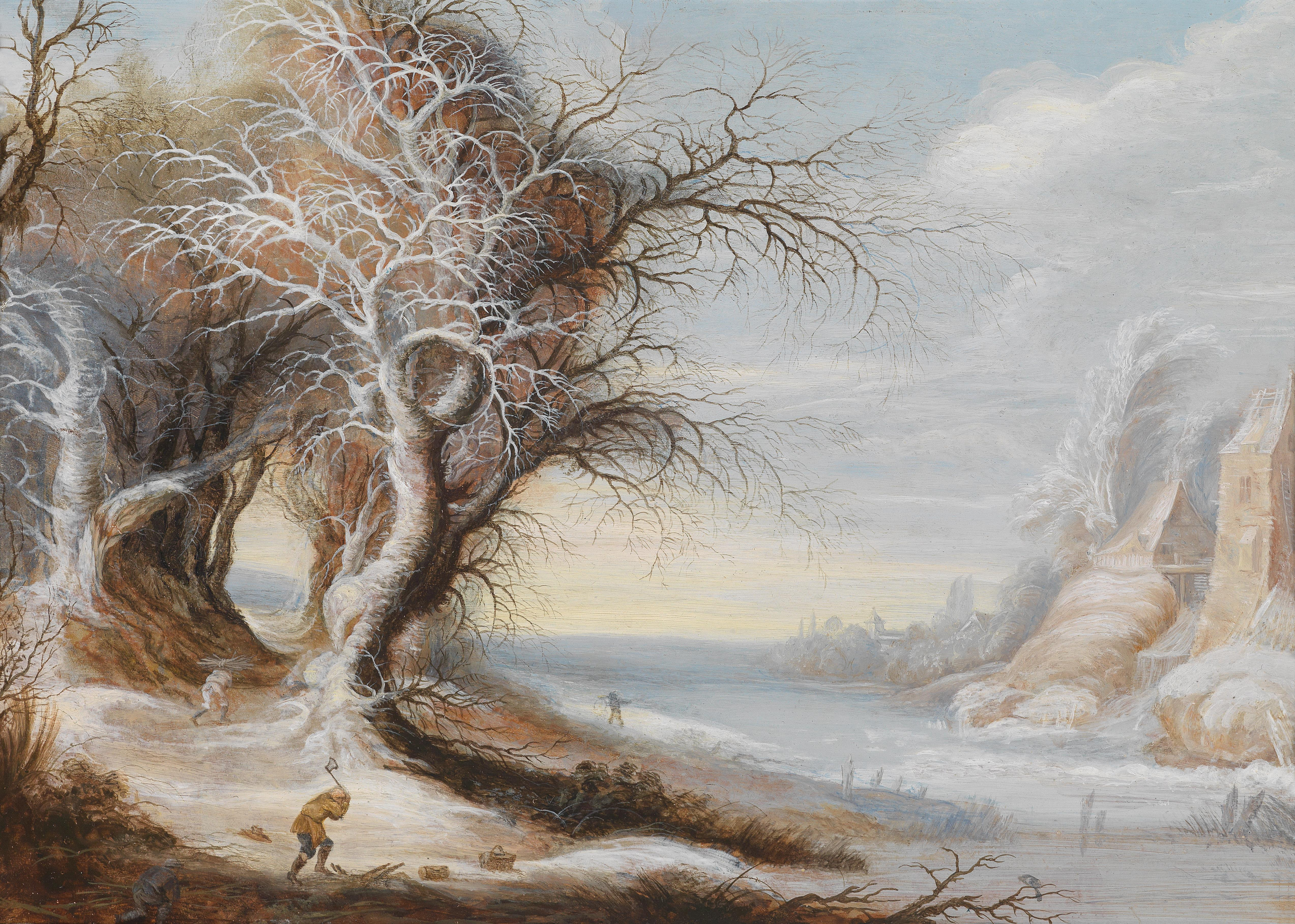
Зимний пейзаж с лесорубом. Медь, масло. Частное собрание
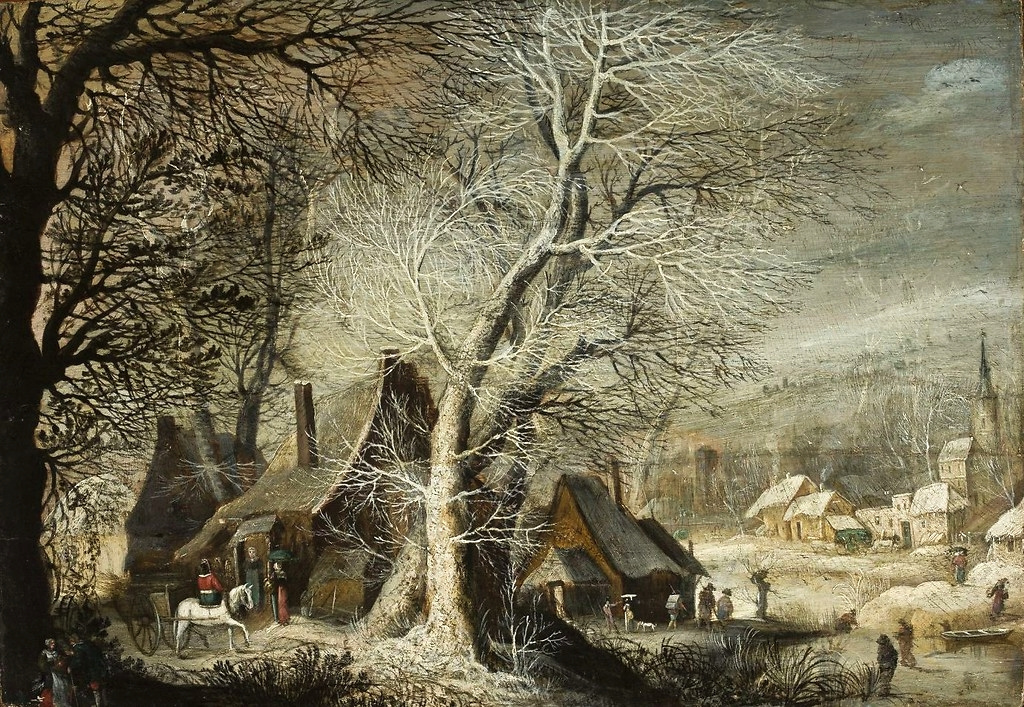
Зимний пейзаж. Дерево, масло. Национальный музей, Варшава
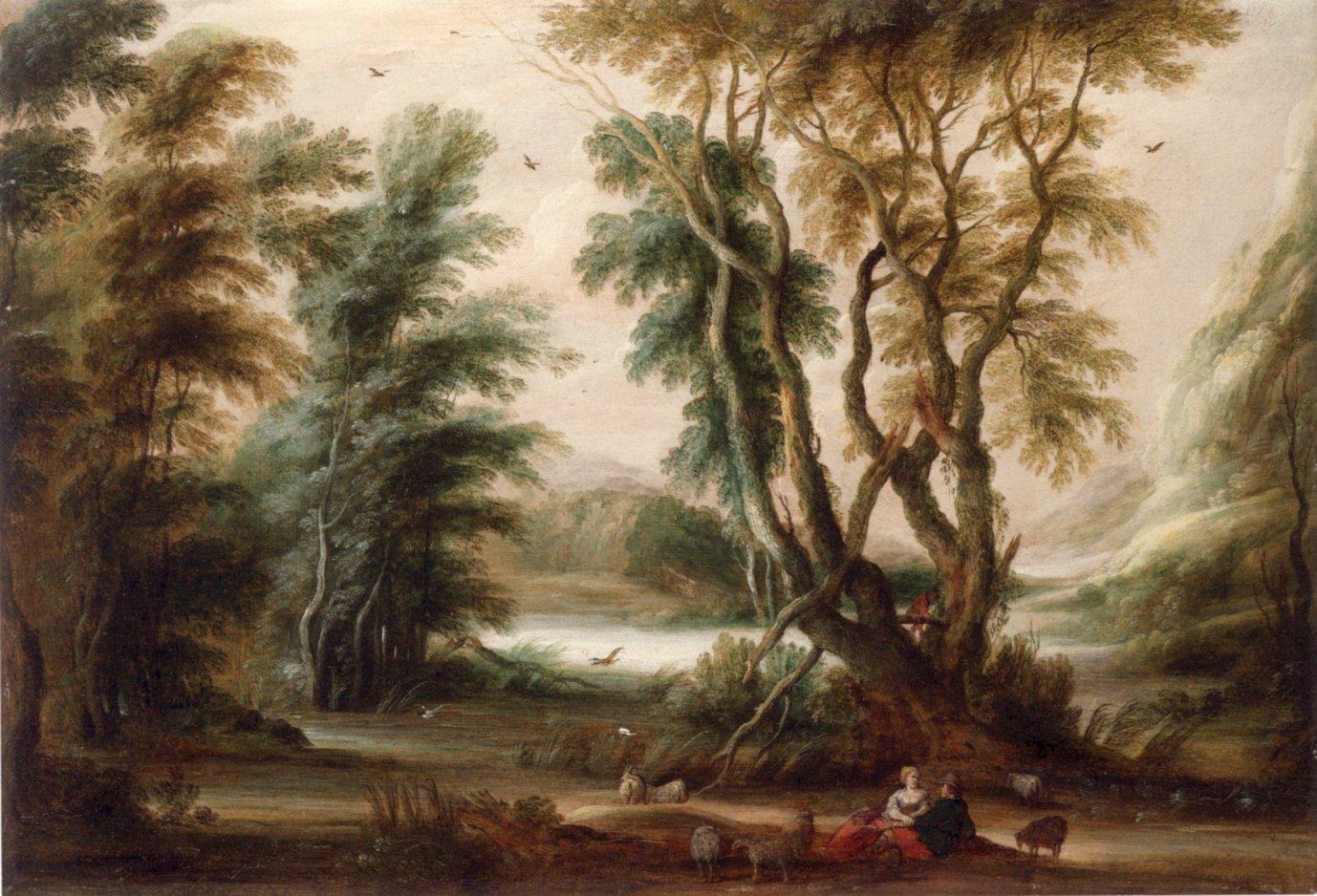
Лесной пейзаж с рекой и отдыхающими пастухами. Дерево, масло. Частное собрание
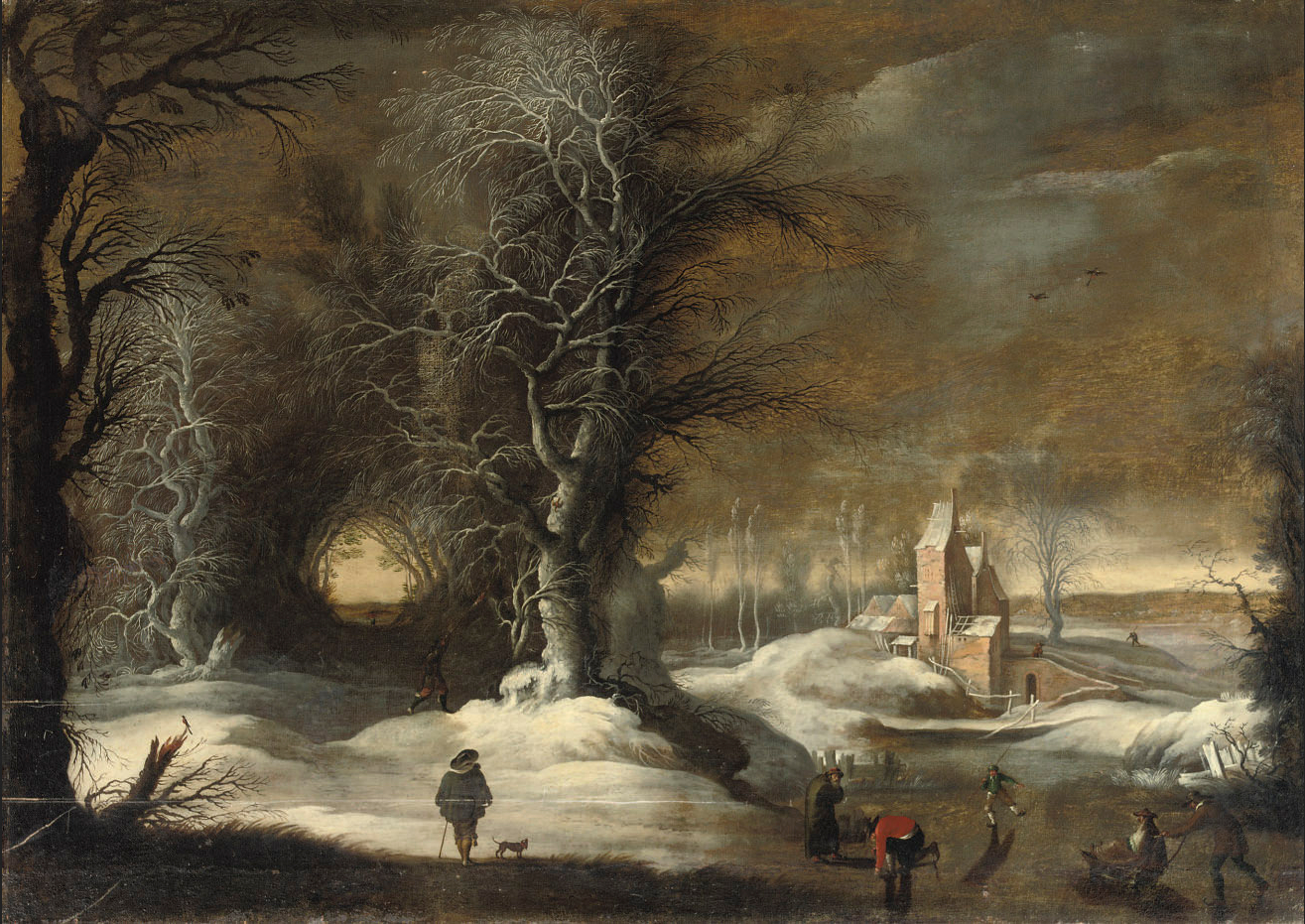
Зимний пейзаж с фигурами, катающимися на санях и коньках. Холст, масло. Корпоративная коллекция, Сопот, Польша
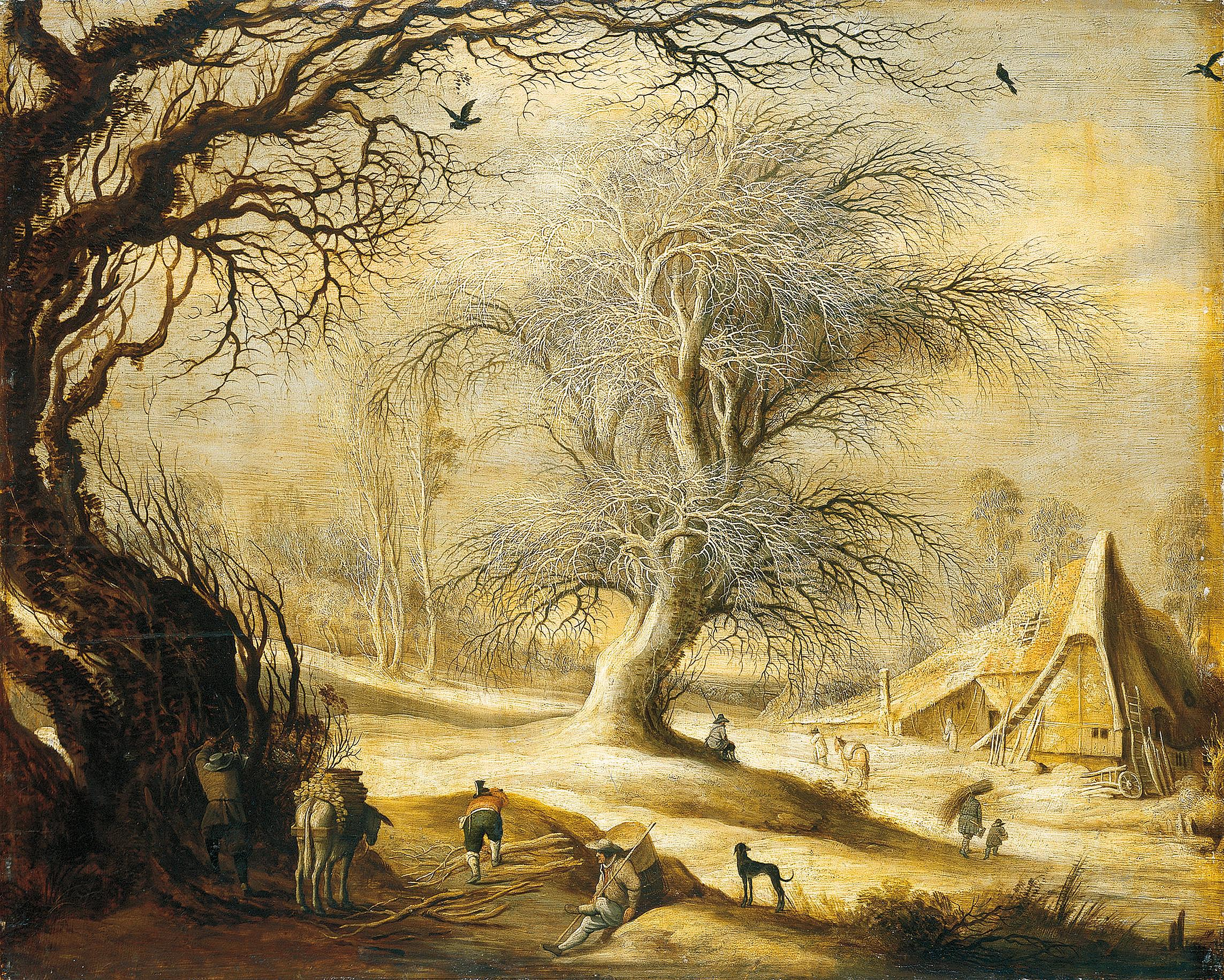
Зимний пейзаж с лесорубами. Между 1620 и 1640. Дерево, масло. Государственный Эрмитаж, Санкт-Петербург
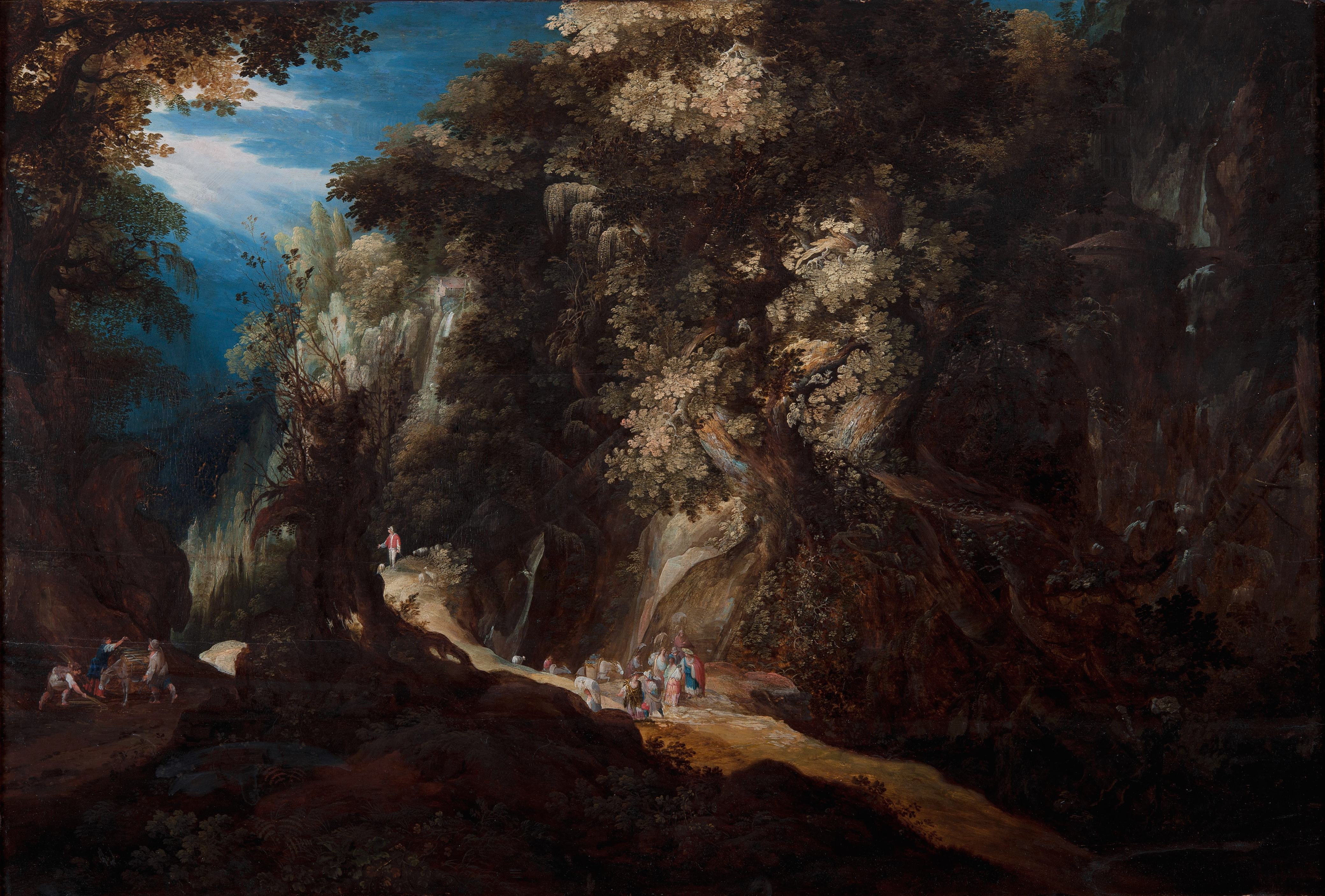
Лесной горный пейзаж с водопадом и путниками. Дерево, масло. Национальный музей изобразительных искусств, Стокгольм